# Diocesi di Moroto
La diocesi di Moroto (in latino: Dioecesis Morotoënsis) è una sede della Chiesa cattolica in Uganda suffraganea dell'arcidiocesi di Tororo. Nel 2021 contava 363.050 battezzati su 608.000 abitanti. È retta dal vescovo Damiano Giulio Guzzetti, M.C.C.I.

## Territorio
La diocesi comprende i distretti di Moroto e Nakapiripirit nella regione Settentrionale dell'Uganda.
Sede vescovile è la città di Moroto, dove si trova la cattedrale della Regina Mundi.
Il territorio è suddiviso in 11 parrocchie.

## Storia
La diocesi è stata eretta il 22 marzo 1965 con la bolla Ex quo Christus di papa Paolo VI, ricavandone il territorio dalla diocesi di Gulu (oggi arcidiocesi).
Il 20 maggio 1991 ha ceduto una porzione del suo territorio a vantaggio dell'erezione della diocesi di Kotido.
Originariamente suffraganea dell'arcidiocesi di Rubaga (oggi arcidiocesi di Kampala), il 2 gennaio 1999 è entrata a far parte della provincia ecclesiastica dell'arcidiocesi di Tororo.

## Cronotassi dei vescovi
Si omettono i periodi di sede vacante non superiori ai 2 anni o non storicamente accertati.
- Sisto Mazzoldi, M.C.C.I. † (12 giugno 1967 - 29 novembre 1980 ritirato)
- Paul Lokiru Kalanda † (29 novembre 1980 - 17 giugno 1991 nominato vescovo di Fort Portal)
- Henry Apaloryamam Ssentongo † (30 marzo 1992 - 20 febbraio 2014 ritirato)
- Damiano Giulio Guzzetti, M.C.C.I., dal 20 febbraio 2014

## Statistiche
La diocesi nel 2021 su una popolazione di 608.000 persone contava 363.050 battezzati, corrispondenti al 59,7% del totale.
| anno | popolazione | popolazione | popolazione | presbiteri | presbiteri | presbiteri | presbiteri                | diaconi | religiosi | religiosi | parrocchie |
| anno | battezzati  | totale      | %           | numero     | secolari   | regolari   | battezzati per presbitero | diaconi | uomini    | donne     | parrocchie |
| ---- | ----------- | ----------- | ----------- | ---------- | ---------- | ---------- | ------------------------- | ------- | --------- | --------- | ---------- |
| 1970 | 90.230      | 298.089     | 30,3        | 32         |            | 32         | 2.819                     |         | 41        | 28        | 10         |
| 1980 | 151.395     | 393.679     | 38,5        | 37         | 5          | 32         | 4.091                     |         | 185       | 53        | 15         |
| 1990 | 183.066     | 414.875     | 44,1        | 52         | 17         | 35         | 3.520                     |         | 100       | 85        | 15         |
| 1999 | 132.034     | 272.385     | 48,5        | 40         | 16         | 24         | 3.300                     |         | 35        | 51        | 9          |
| 2000 | 150.335     | 276.592     | 54,4        | 37         | 14         | 23         | 4.063                     |         | 34        | 56        | 9          |
| 2001 | 152.372     | 362.791     | 42,0        | 36         | 13         | 23         | 4.232                     |         | 31        | 54        | 10         |
| 2002 | 152.372     | 362.791     | 42,0        | 36         | 15         | 21         | 4.232                     |         | 27        | 55        | 10         |
| 2003 | 199.827     | 370.000     | 54,0        | 38         | 15         | 23         | 5.258                     |         | 28        | 55        | 10         |
| 2004 | 200.293     | 370.000     | 54,1        | 38         | 15         | 23         | 5.270                     |         | 34        | 54        | 10         |
| 2007 | 211.000     | 397.000     | 53,1        | 36         | 15         | 21         | 5.861                     |         | 55        | 51        | 10         |
| 2013 | 232.000     | 475.000     | 48,8        | 34         | 14         | 20         | 6.823                     |         | 50        | 55        | 10         |
| 2016 | 328.000     | 520.000     | 63,1        | 28         | 14         | 14         | 11.714                    |         | 38        | 52        | 11         |
| 2019 | 351.495     | 600.000     | 58,6        | 27         | 13         | 14         | 13.018                    |         | 40        | 65        | 11         |
| 2021 | 363.050     | 608.000     | 59,7        | 29         | 12         | 17         | 12.518                    |         | 43        | 62        | 11         |